# Singrauli
Singrauli è una suddivisione dell'India, classificata come municipal corporation, di 185.580 abitanti, capoluogo del distretto di Singrauli, nello stato federato del Madhya Pradesh. In base al numero di abitanti la città rientra nella classe I (da 100.000 persone in su). Gli uffici distrettuali sono situati nella località di Waidhan, presso Singrauli.

## Geografia fisica
La città è situata a 23° 51' 0 N e 82° 16' 0 E e ha un'altitudine di 463 m s.l.m.

## Società

### Evoluzione demografica
Al censimento del 2001 la popolazione di Singrauli assommava a 185.580 persone, delle quali 100.342 maschi e 85.238 femmine. I bambini di età inferiore o uguale ai sei anni assommavano a 32.679, dei quali 17.240 maschi e 15.439 femmine. Infine, coloro che erano in grado di saper almeno leggere e scrivere erano 109.435, dei quali 69.885 maschi e 39.550 femmine.